# Ţagţāgeh
Ţagţāgeh (persiska: طگطاگه) är en ort i Iran.   Den ligger i provinsen Khuzestan, i den västra delen av landet, 500 km sydväst om huvudstaden Teheran. Ţagţāgeh ligger 12 meter över havet och antalet invånare är 104.
Terrängen runt Ţagţāgeh är mycket platt.Runt Ţagţāgeh är det ganska glesbefolkat, med 38 invånare per kvadratkilometer. Närmaste större samhälle är Sūsangerd, 12,3 km sydost om Ţagţāgeh. Omgivningarna runt Ţagţāgeh är i huvudsak ett öppet busklandskap.